# Escala
Escala ist eine französische Gemeinde mit 351 Einwohnern (Stand 1. Januar 2022) im Département Hautes-Pyrénées in der Region Okzitanien (vor 2016: Midi-Pyrénées). Sie gehört zum Arrondissement Bagnères-de-Bigorre und zum Kanton Neste, Aure et Louron.
Die Einwohner werden Escalasiens und Escalasiennes genannt.

## Geographie
Escala liegt an der Neste, vier Kilometer südöstlich von Lannemezan in der historischen Vizegrafschaft Nébouzan.
Umgeben wird Escala von den sechs Nachbargemeinden:
|                    | Lannemezan                                  | Cantaous |
| La Barthe-de-Neste | Kompassrose, die auf Nachbargemeinden zeigt | Tuzaguet |
|                    | Montoussé                                   | Bizous   |

## Einwohnerentwicklung

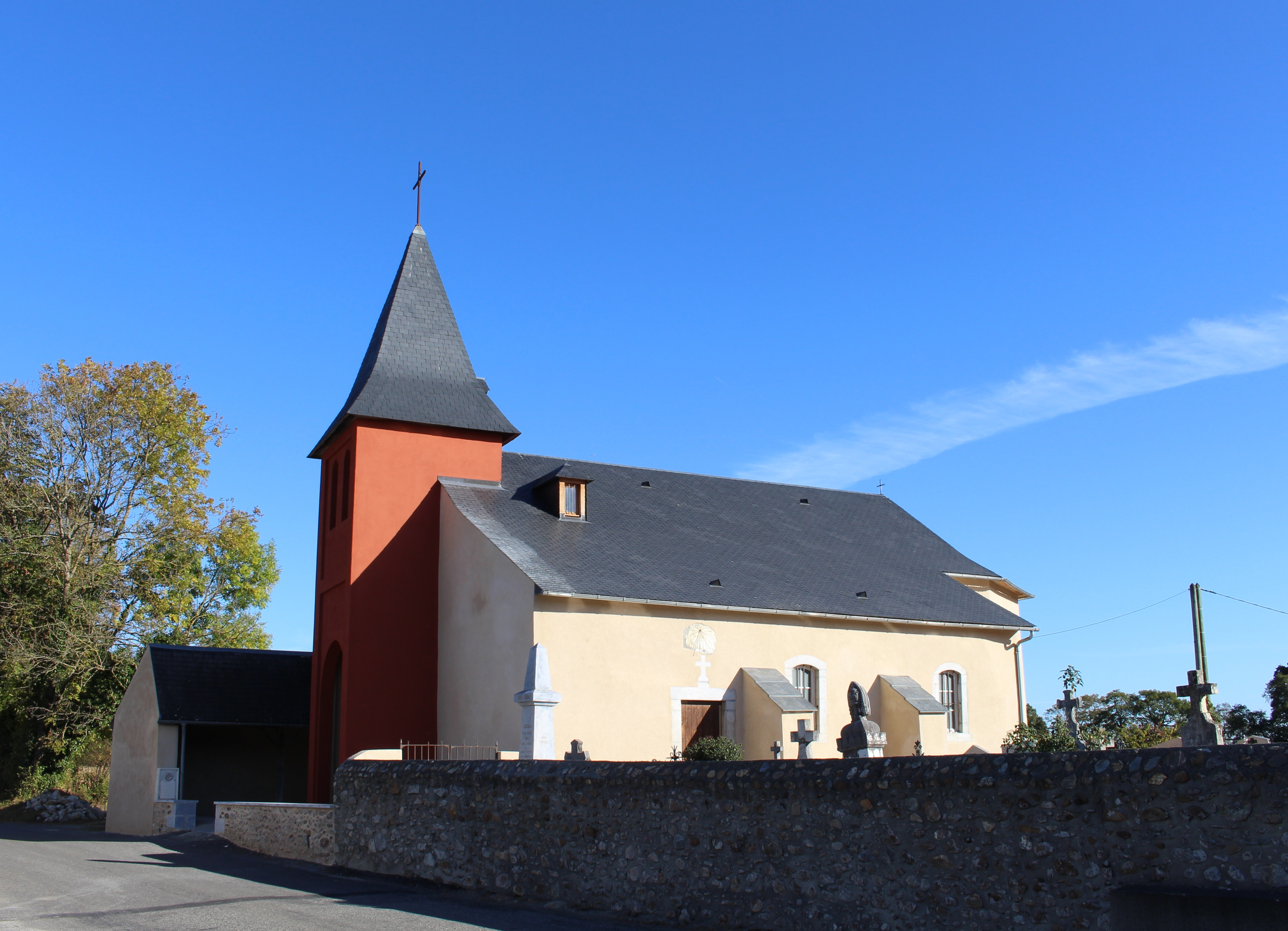
Pfarrkirche Notre-Dame-de-l’Assomption

Nach Beginn der Aufzeichnungen stieg die Einwohnerzahl in der ersten Hälfte des 19. Jahrhunderts auf ein Niveau zwischen 300 und 325, das bis in die zweite Hälfte des gleichen Jahrhunderts gehalten wurde. In der Folgezeit sank die Größe der Gemeinde bei kurzen Erholungsphasen bis zu Beginn der 1930er Jahre auf einen Tiefststand von 185, bevor eine Wachstumsphase mit teilweise starken Schwankungen einsetzte, die die Größe auf einen vorläufigen Höchststand von rund 400 Einwohnern am Ende der ersten Dekade des 21. Jahrhunderts ansteigen ließ.
| Jahr      | 1962 | 1968 | 1975 | 1982 | 1990 | 1999 | 2006 | 2011 | 2022 |
| --------- | ---- | ---- | ---- | ---- | ---- | ---- | ---- | ---- | ---- |
| Einwohner | 203  | 264  | 285  | 388  | 388  | 328  | 376  | 407  | 351  |

## Sehenswürdigkeiten
- Pfarrkirche Notre-Dame-de-l’Assomption

## Wirtschaft und Infrastruktur
Escala liegt in den Zonen AOC der Schweinerasse Porc noir de Bigorre und des Schinkens Jambon noir de Bigorre.

### Verkehr
Durch den Norden der Gemeinde Escala führt die Autoroute A64.